# Pentium D
A Pentium D márkanév az Intel kétmagos 64 bites x86-64 utasításkészletű asztali számítógépekbe szánt processzorcsaládját takarja. Mindegyik CPU két különálló, egymás mellett elhelyezkedő magot tartalmaz egy tokban (a multi-chip module tokozási megoldáshoz hasonlóan); a magok NetBurst mikroarchitektúrájúak. A család első tagja, a Smithfield kódnevű processzor 2005 május 25-én jelent meg, amelyet 2005 vége–2006 elején a Presler kódnevű processzor követett, amely nem hozott nagyobb technológiai újításokat és az elődjéhez hasonlóan igen nagy fogyasztása volt. 2004-re a NetBurst mikroarchitektúrájú processzorok elérték a 3,8 GHz-es órajelet, amelyet végül gyárilag nem léptek át, a nagy fogyasztás és hőleadás miatt; erre példa a Presler processzor igen magas 130 wattos TDP-je. A továbbfejlődést az egybeépített kétmagos (dual-core) processzorok képviselték, amelyek hatékonyabbak voltak az energiafelhasználás és teljesítmény terén, alacsonyabb órajel mellett is. A Presler magos processzorok utolsó példányait 2008 augusztus 8-án szállították; ez jelentette a Pentium D sorozat és a NetBurst architektúra végét.
Technikailag a Pentium D processzorok magonként 1 (Smithfield) vagy 2 (Presler) megabyte másodlagos gyorsítótárral és a normál modellek 533 MHz vagy 800 MHz FSB-vel rendelkeznek, a Presler XE modellnél a FSB elérte 1066 MT/s sebességet. Gyártástechnológiájuk 65 vagy 90 nm-es. Maximális fogyasztásuk 95 W és 130 W között van. Gyártásuk fő időszaka 2005 és 2007 közé esett.

## Típusaik
A 800-as széria:

Intel Pentium D Processor 840 (2M Cache, 3.20 GHz, 800 MHz FSB)

Intel Pentium D Processor 830 (2M Cache, 3.00 GHz, 800 MHz FSB)

Intel Pentium D Processor 820 (2M Cache, 2.80 GHz, 800 MHz FSB)

Intel Pentium D Processor 805 (2M Cache, 2.66 GHz, 533 MHz FSB)
A 900-as széria:

Intel Pentium D Processor 960 (4M Cache, 3.60 GHz, 800 MHz FSB)

Intel Pentium D Processor 950 (4M Cache, 3.40 GHz, 800 MHz FSB)

Intel Pentium D Processor 945 (4M Cache, 3.40 GHz, 800 MHz FSB)

Intel Pentium D Processor 940 (4M Cache, 3.20 GHz, 800 MHz FSB)

Intel Pentium D Processor 935 (4M Cache, 3.20 GHz, 800 MHz FSB)

Intel Pentium D Processor 930 (4M Cache, 3.00 GHz, 800 MHz FSB)

Intel Pentium D Processor 925 (4M Cache, 3.00 GHz, 800 MHz FSB)

Intel Pentium D Processor 920 (4M Cache, 2.80 GHz, 800 MHz FSB)

Intel Pentium D Processor 915 (4M Cache, 2.80 GHz, 800 MHz FSB)